# Curruca boehmi
Curruca boehmi é uma espécie de ave da família Sylviidae.
Pode ser encontrada nos seguintes países: Etiópia, Quénia, Somália e Tanzânia.
Os seus habitats naturais são: savanas áridas.